# Бигарело
Бигарело (итал. Bigarello) је насеље у Италији у округу Мантова, региону Ломбардија.
Према процени из 2011. у насељу је живело 68 становника. Насеље се налази на надморској висини од 26 м.

## Становништво
| 1931. | 1936. | 1951. | 1961. | 1971. | 1981. | 1991. | 2001. | 2011. |
| ----- | ----- | ----- | ----- | ----- | ----- | ----- | ----- | ----- |
| 2.355 | 2.397 | 2.933 | 2.208 | 1.663 | 1.788 | 1.712 | 1.629 | 2.083 |